# Гюнтер д'Алькен
Ґюнтер д'Алькен (нім. Gunter d'Alquen; 24 жовтня 1910, Ессен — 15 травня 1998, Менхенгладбах) — журналіст, головний редактор центрального органу СС — газети «Чорний корпус» (нім. «Das Schwarze Korps»; 1 березня 1935 — 8 травня 1945), штандартенфюрер СС. Кавалер Німецького хреста в сріблі.

## Біографія
Син торговця вовною і офіцера запасу Карла д'Алькена. Здобув освіту в реальній гімназії. У серпні 1925 року вступив в Гітлерюгенд, в грудні 1926 року — в СА, 27 серпня 1928 року — в НСДАП (квиток № 64 689), 10 квітня 1931 року — в СС (квиток № 8452). Активно друкувався в нацистській пресі, в тому числі в «Бремерській націонал-соціалістичній газеті» (нім. «Bremer Nationalsozialistischen Zeitung»), в 1931—1932 рр. — помічник редактора. З 1932 року — політичний оглядач «Völkischer Beobachter», що видавалася в Мюнхені, а з жовтня 1933 року — в Берліні. Одночасно в 1932—1943 рр. був керівним співробітником центрального видавництва НСДАП «Франц Ехерем» («Franz Eher Verlag GmbH»).
Ще в серпні 1933 року був притягнутий до роботи в СД, в жовтні 1933 року був звільнений з «Фелькішер Беобахтер» за критику політики НСДАП. Проте, в 1933—1945 рр. мав звання «політичного оглядача 1-го класу» в «Фелькішер Беобахтер». 1 березня 1935 року за підтримки начальника Головного управління СС Курта Віттйе був призначений райхсфюрером СС Генріхом Гіммлером головним редактором щойно створеного центрального органу СС — газети «Das Schwarze Korps» і залишався на цій посаді до кінця війни, член імперського сенату культури.
Одночасно з 29 жовтня 1935 по 15 квітня 1943 року числився в штабі Головного управління СД.

### Друга світова війна
З початком Другої світової війни у вересні 1939 року вирушив на фронт воєнним кореспондентом 9-го піхотного полку. З 1 січня 1940 року — командир військово-інформаційної роти частин посилення СС. 1 березня 1940 вступив в «Лейбштандарт Адольф Гітлер» в чині унтерштурмфюрера резерву. З 1 квітня 1940 року по 7 листопада 1943 року — командир військово-інформаційного батальйону СС. 15 квітня 1943 зарахований в Особистий штаб райхсфюрера СС, одночасно до 1 листопада 1944 року керував відділом воєнних кореспондентів у 2-й управлінській групі Головного оперативного управління СС. З 7 листопада 1943 по 1 вересня 1944 року — командир штандарта СС «Курт Еггерс». У квітні 1945 року призначений начальником відділу пропаганди Верховного командування Вермахту.

### Після війни
Після закінчення війни жив у ФРН. Д'Алькен стверджував, що не знав про табори смерті. Засуджений до 10 років позбавлення волі.
Згідно з даними британської розвідки, на початку 50-х років входив в змовницьки нацистську організацію «Гурток Наумана» — групу діячів епохи Третього рейху, які згуртувалися навколо колишнього статс-секретаря Імперського міністерства народної освіти і пропаганди Вернера Наумана, яка намагалася очолити неонацистський рух в ФРН і використовувати структури ВДП для проникнення нацистів в органи влади ФРН.
У липні 1955 року Берлінським судом по денацифікації був засуджений до грошового штрафу в розмірі 60 000 дойчмарок, позбавлення права на пенсію та позбавлення на 3 роки цивільних прав. д'Алькен був визнаний винним в тому, що граючи в системі СС значну роль, він займався пропагандою війни, расизму, цькуванням проти церкви і євреїв, закликав до вбивств. Після наступних з'ясувань щодо доходів д'Алькена від цієї його діяльності в січні 1958 року він був ще засуджений до грошового штрафу в розмірі 28 000 дойчмарок.
Наприкінці 1950-х років Д'Алькен став акціонером ткацької фабрики в Мюнхенгладбасі.
Помер 15 травня 1998 року в Менхенгладбасі.

## Нагороди
- Почесний партійний знак «Нюрнберг 1929»
- Почесний кут старих бійців
- Почесний знак члена Імперського сенату культури
- Кільце «Мертва голова»
- Почесна шпага рейхсфюрера СС
- Золотий партійний знак НСДАП
- Медаль «За вислугу років в НСДАП» в бронзі та сріблі (15 років)
- Медаль «У пам'ять 13 березня 1938 року»
- Медаль «У пам'ять 1 жовтня 1938» із застібкою «Празький град»
- Залізний хрест 2-го і 1-го класу
- Нагрудний знак «За участь у загальних штурмових атаках» в сріблі
- Командор Імперського ордена Ярма і Стріли (Іспанія) (30 вересня 1941)
- Командор ордена Корони Італії
- Медаль «За зимову кампанію на Сході 1941/42»
- Орден «За військові заслуги» (Болгарія) 3-го ступеня
- Хрест Воєнних заслуг 2-го і 1-го класу з мечами
- Німецький хрест в сріблі (21 грудня 1944)